# Summer Britcher
Summer Britcher (née le 21 mars 1994) est une lugeuse américaine.

## Biographie
Aux Jeux olympiques de la jeunesse d'hiver de 2012, elle est médaillée d'or avec le relais. Elle est ensuite vice-championne du monde junior par équipes en 2014.
Elle est sélectionnée pour les Jeux olympiques d'hiver de 2014 où elle se classe 15e.
Elle fait ses débuts en Coupe du monde lors de la saison 2014-2015.
La saison 2015-2016 voit Summer Britcher monter sur son premier podium à Lake Placid puis remporter ses premières courses à Park City.

## Palmarès

### Championnats du monde de luge
- Médaille d'argent en relais en 2024.
- Médaille de bronze en relais en 2020.

### Coupe du monde
- 18 podiums individuels : 
  - en simple : 2 victoires, 3 deuxièmes places et 7 troisièmes places.
  - en sprint : 3 victoires et 3 deuxièmes places.
- 7 podiums en relais : 3 deuxièmes places et 4 troisièmes places.